# Осень (картина Кандинского)
«Осень» — картина русского художника Василия Кандинского, написанная в 1900 году и хранящаяся в Русском музее в Санкт-Петербурге, Россия.

## Описание
В центре композиции — вид на реку в ярко-красных тонах, которое символизирует наступление осени. Композиция построена на сочетании разнообразных фигур и форм, что создаёт ощущение движения и музыкальности, свойственной ранней осени. Абстрактные элементы, такие как крупные мазки, кривые и вихри, придают картине органичность и выражают суть абстрактного искусства.